# Aubervilliers - Pantin - Quatre Chemins (métro de Paris)
Aubervilliers - Pantin - Quatre Chemins est une station de la ligne 7 du métro de Paris, située à la limite des communes d'Aubervilliers et de Pantin, sous l'avenue Jean-Jaurès.

## Situation
La station est implantée sous l'avenue Jean-Jaurès (RN 2) au nord-est de l'intersection avec l'avenue Édouard-Vaillant et l'avenue de la République, ces deux dernières voies formant la route D 20. Orientée selon un axe nord-est/sud-ouest, elle s'intercale entre les stations Fort d'Aubervilliers et Porte de la Villette, cette dernière étant précédée d'une ancienne boucle de retournement ainsi que d'une voie d'accès aux ateliers de La Villette, spécialisés dans l'entretien des voies du métro.

## Histoire

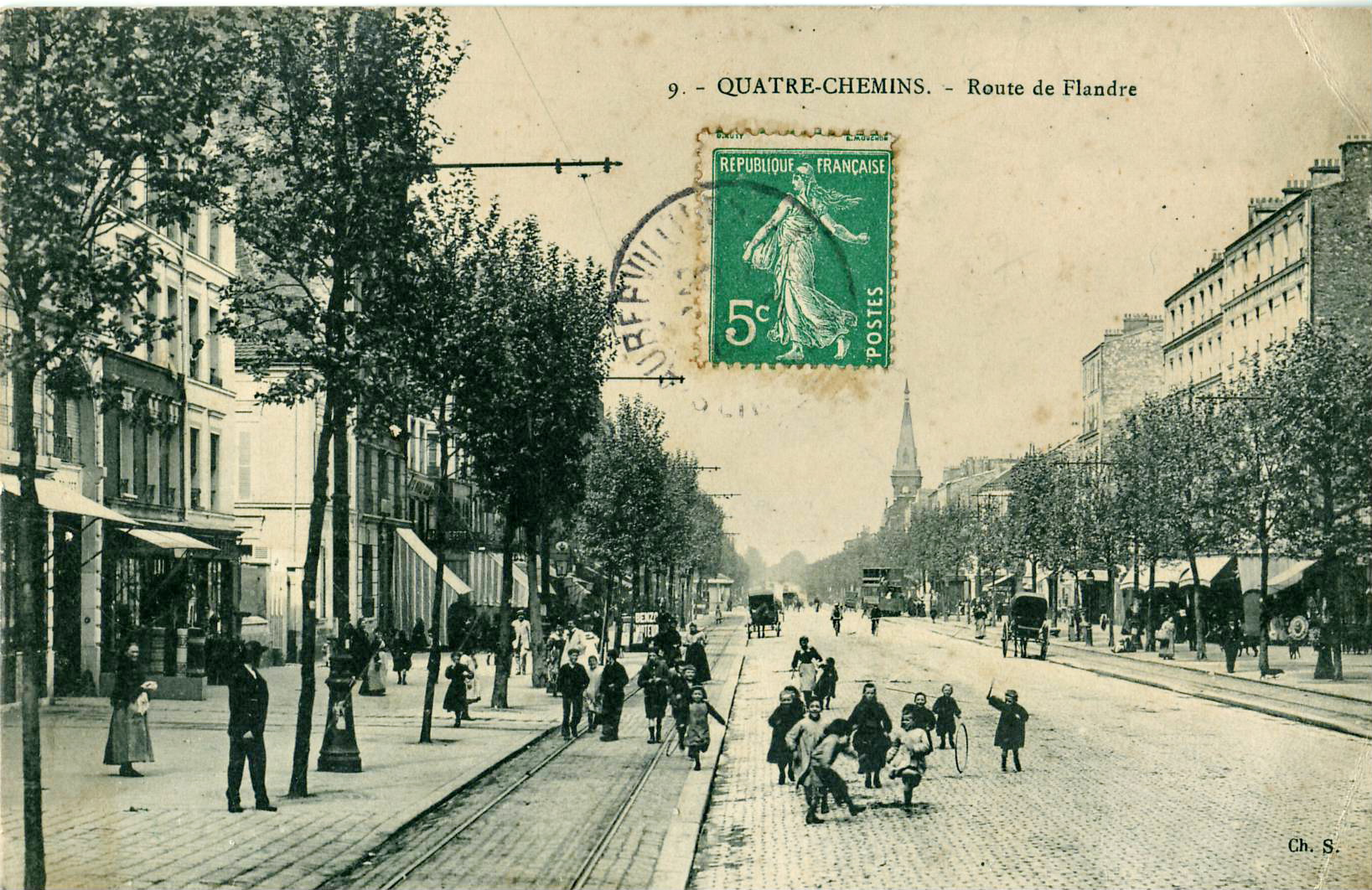
Bien avant l'arrivée du métro, les Quatre Chemins étaient déjà desservis par les transports en commun : on voit ici, avant la Première Guerre mondiale, les rails du tramway qui circulait en site propre, de part et d'autre de la RN2.
Une autre ligne reliant Aubervilliers à Pantin la croisait au carrefour des Quatre Chemins.

La station est ouverte le 4 octobre 1979 avec la mise en service du prolongement de la ligne 7 depuis son terminus nord-est initial de Porte de la Villette jusqu'à Fort d'Aubervilliers.
Le nom de Quatre Chemins est celui d'un lieu-dit porté par le carrefour en surface sur l’ancienne route des Flandres (route nationale 2) à la limite d'Aubervilliers et de Pantin, avec l'avenue de la République (Route départementale 20) et l'avenue Édouard-Vaillant.

## Services aux voyageurs

### Accès
La station dispose de quatre accès répartis en cinq bouches de métro :
- l'accès 1 « Avenue Jean-Jaurès côté numéros impairs », constitué d'un escalier mécanique permettant uniquement la sortie, débouchant au droit du no 55 de l'avenue précitée
- l'accès 2 « Avenue Jean-Jaurès côté numéros pairs », seul accès situé à Pantin, comprend un escalier fixe agrémenté d'un mat avec la lettre « M » jaune inscrite dans un cercle et un escalier mécanique montant, faisant respectivement face aux nos 78 et 74 de la même avenue ;
- l'accès 3 « Avenue de la République côté numéros impairs », constitué d'un escalier fixe doté d'un totem surmonté d'un « M » jaune, se trouvant au droit du no 115 de cette avenue et du no 55 de l'avenue Jean-Jaurès, à l'angle avec cette dernière ;
- l'accès 4 « Avenue de la République côté numéros pairs », également constitué d'un escalier fixe muni d'un mât « M » jaune, se situant face au no 144 de ladite avenue.

Accès à la station
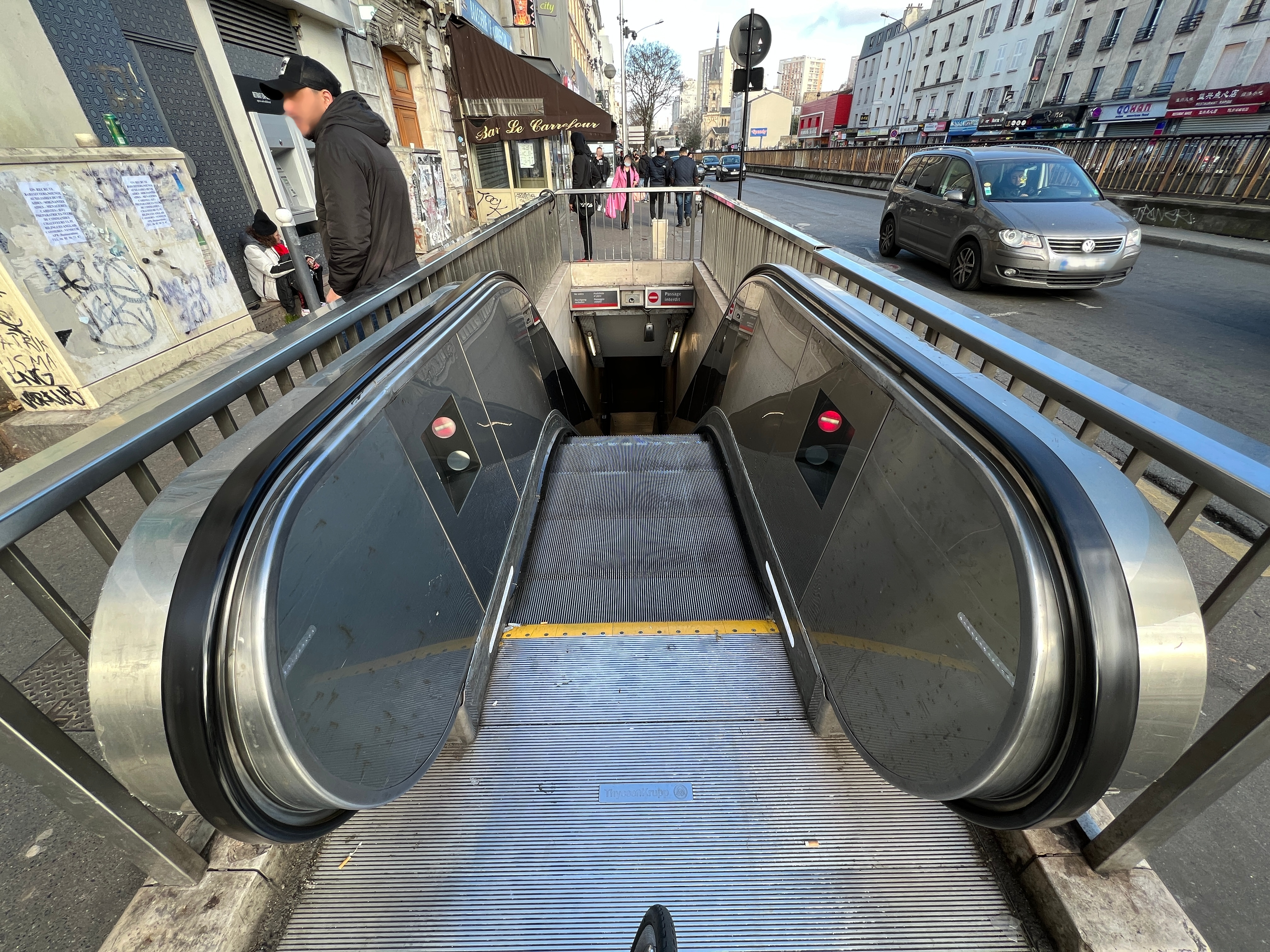
L'accès no 1 « Avenue Jean-Jaurès côté numéros impairs ».
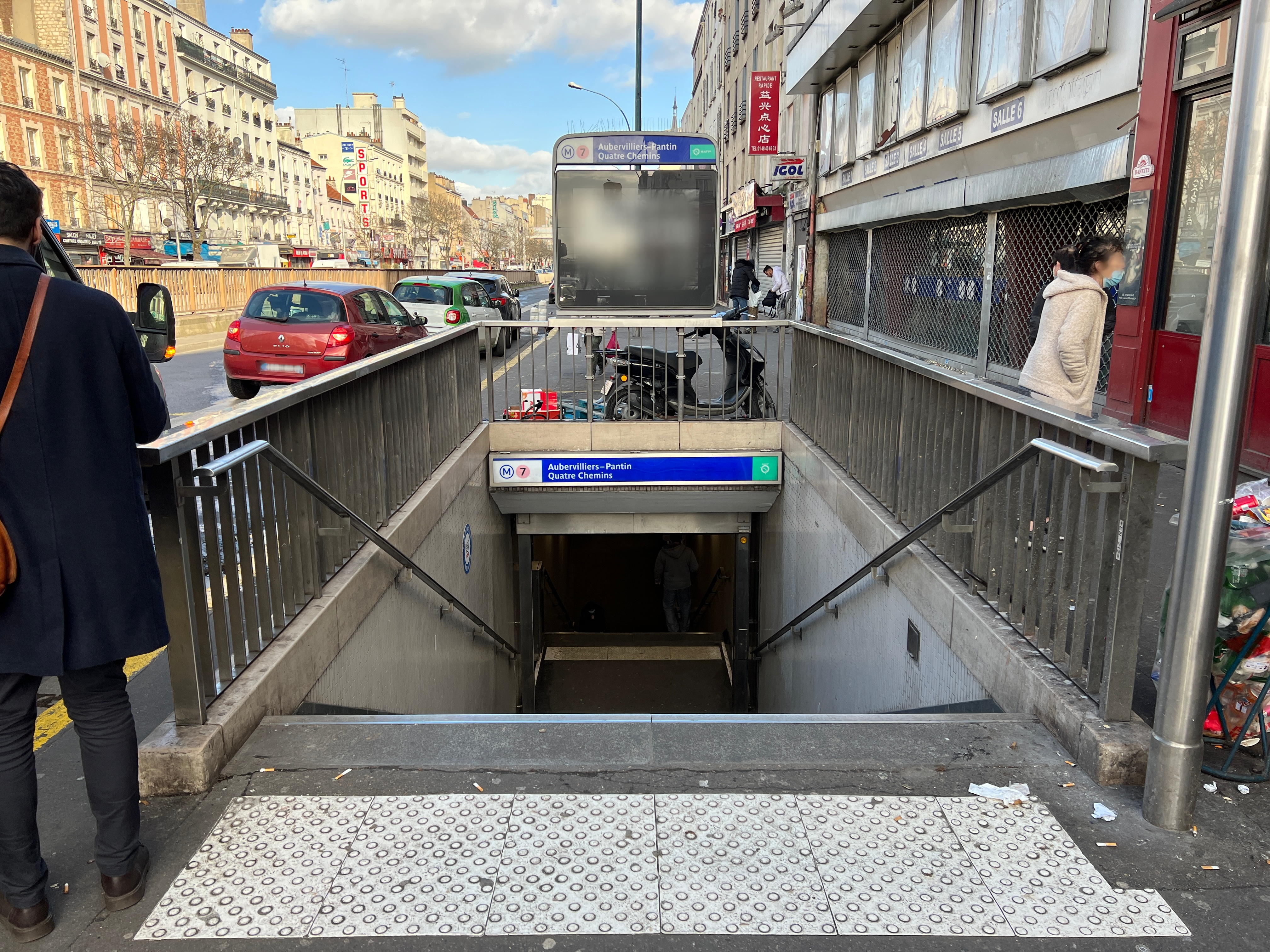
L'accès no 2 « Avenue Jean-Jaurès côté numéros pairs ».
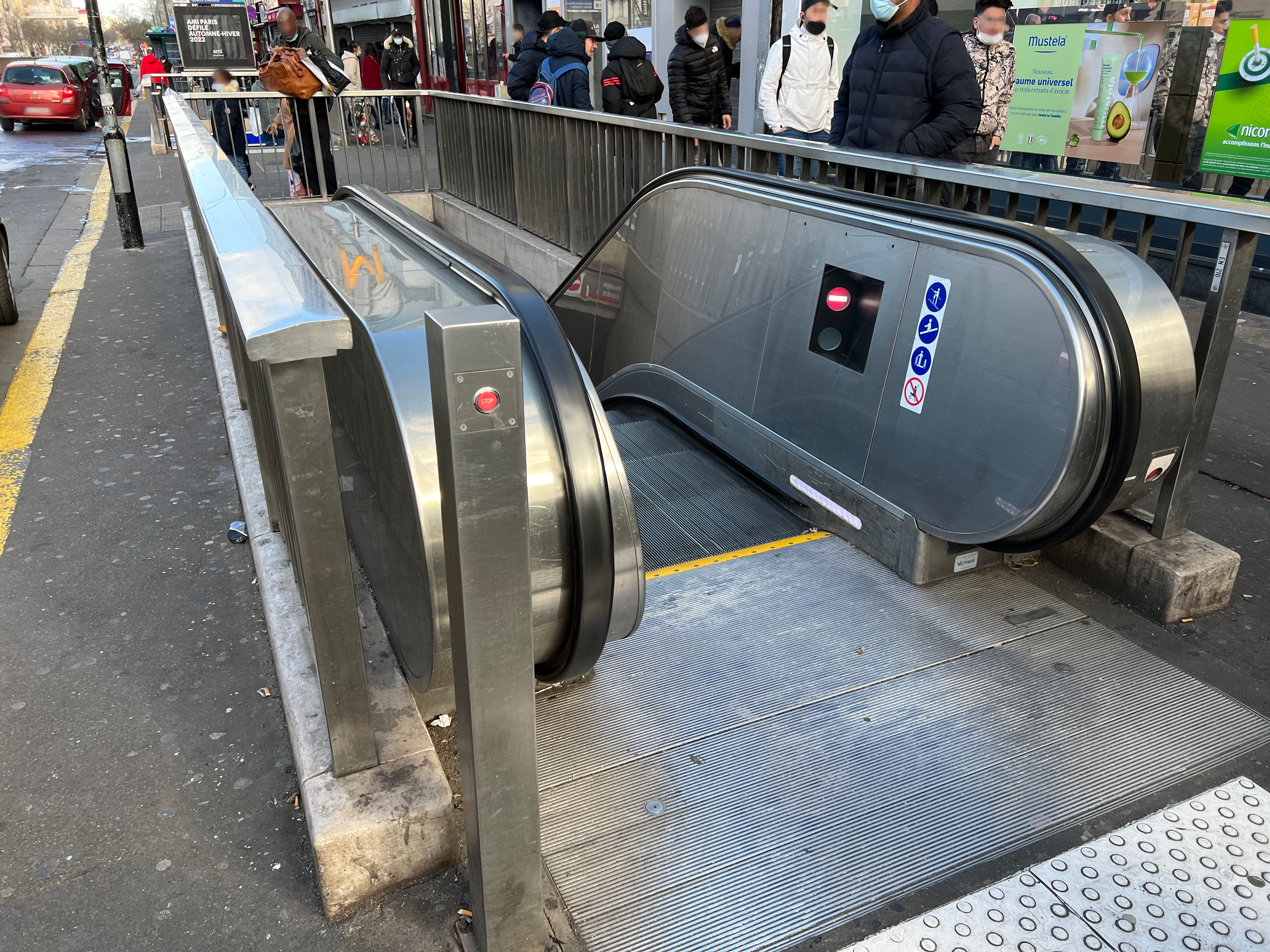
L'escalier mécanique de l'accès no 2.
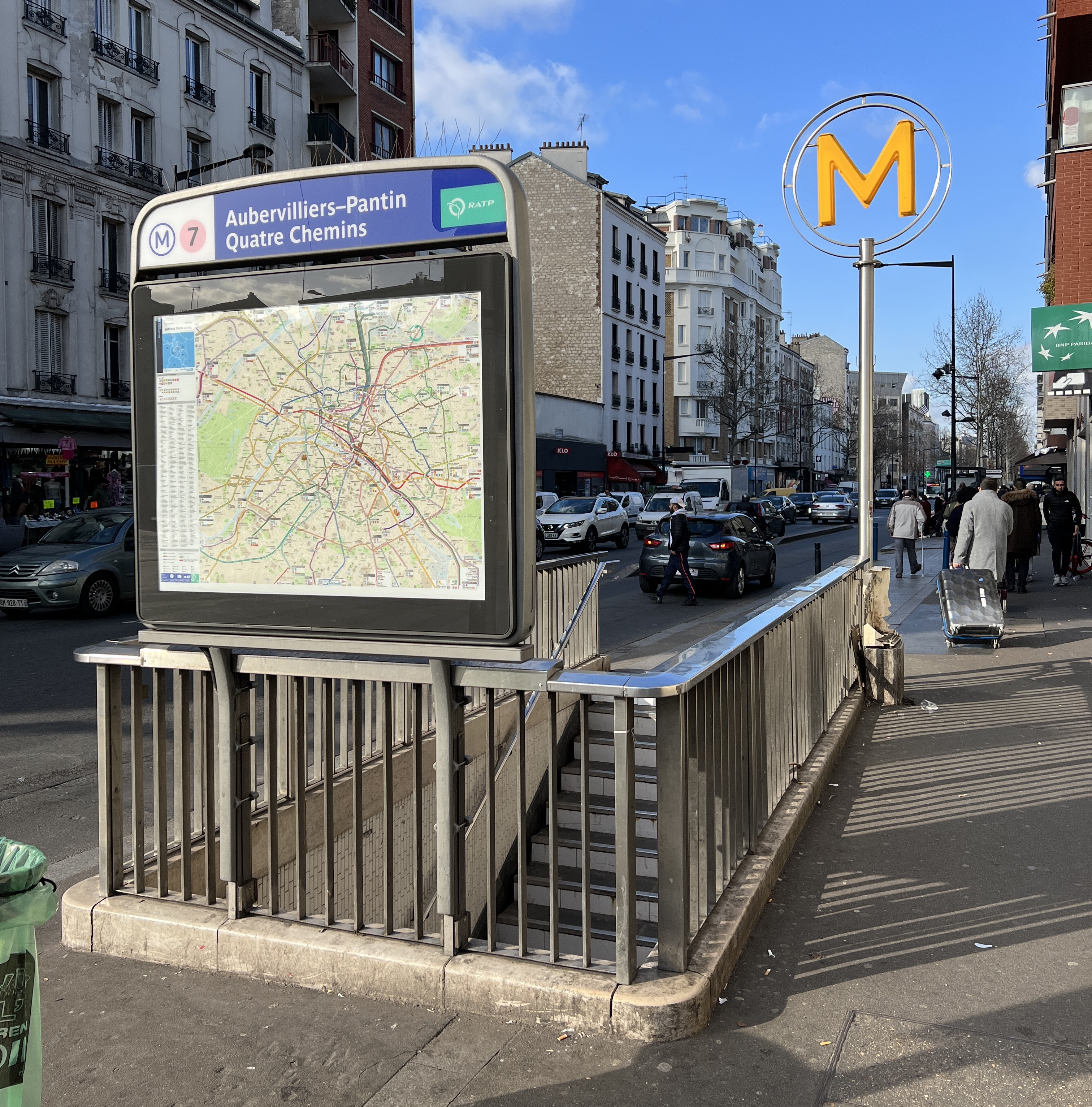
L'accès no 3 « Avenue de la République côté numéros impairs ».
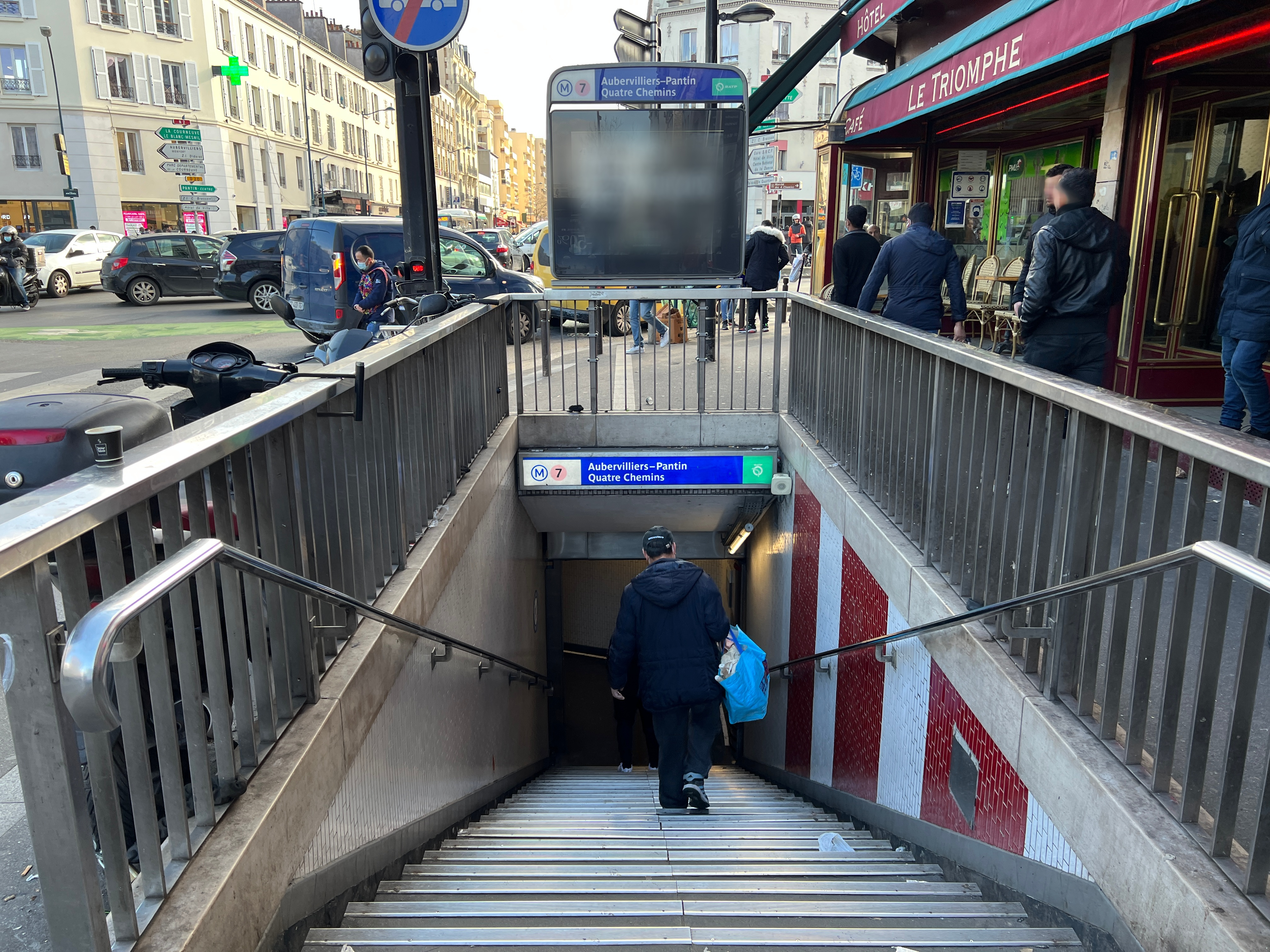
L'accès no 4 « Avenue de la République côté numéros pairs ».

### Quais
De configuration standard, la station comprend deux quais séparés par les voies du métro situées au centre. Édifiée selon la méthode de la tranchée couverte, il s'agit d'une station-boîte à piédroits verticaux et plafond horizontal, selon l'architecture typique des stations de métro créées en banlieue de 1970 à 1985. La décoration est une déclinaison du style « Andreu-Motte » avec deux rames lumineuses à structure rouge suspendue, des banquettes et tympans traités en carrelage rouge plat, étiré et fin ainsi que des sièges « Motte » de même couleur. Ces aménagements sont mariés avec des carreaux en grès étiré blanc, plats et fins, qui recouvrent le restant des piédroits et les débouchés des couloirs, tandis que le plafond est peint en blanc. Les cadres publicitaires sont métalliques et le nom de la station est inscrit en police de caractère Parisine sur plaques émaillées. Les voies sont séparées par une barrière anti-franchissement.

### Intermodalité
La station est desservie par les lignes 150, 152, 170, 249 et 330 du réseau de bus RATP et, la nuit, par la ligne N42 du réseau Noctilien.

## Fréquentation
Nombre de voyageurs entrés à cette  station :
| Année                      | 2013      | 2014      | 2015      | 2016      | 2017      | 2018      | 2019      | 2020      | 2021      |
| -------------------------- | --------- | --------- | --------- | --------- | --------- | --------- | --------- | --------- | --------- |
| Nombre de voyageurs par an | 7 051 944 | 6 927 817 | 7 131 674 | 7 381 123 | 7 428 167 | 7 785 492 | 7 215 915 | 4 131 018 | 5 616 435 |
| Rang                       | 40e       | 41e       | 36e       | 33e       | 35e       | 33e       | 37e       | 27e       | 23e       |
| Nombre de stations         | 302       | 302       | 302       | 302       | 302       | 302       | 302       | 304       | 304       |

## À proximité
- Église Sainte-Marthe des Quatre-Chemins
- Siège social des Tréteaux de France
- Cimetière parisien de Pantin